# Lista över bästsäljande musikartister
Lista över bästsäljande musikartister inkluderar artister och grupper som har sålt mer än 75 miljoner skivor. Artisterna i de följande tabellerna anges med såväl uppgivet antal sålda skivor som deras bekräftade antal enheter, sorterade i fallande ordning, så att de bäst säljande artisterna längre upp. Om två eller fler artister uppger sig ha sålt samma antal skivor rangordnas de efter bekräftade antal enheter. Antal uppgivet sålda skivor och det totala antalet bekräftade enheter innebär i de angivna källorna försäljning av album, singlar, samlingsskivor, musikvideor och nerladdning av singlar och fullängdsalbum. Försäljningssiffror, såsom de från Soundscan, som ibland publiceras av Billboard magazine, har inte inkluderats i kolumnen med bekräftat antal enheter. För närvarande anses The Beatles vara den bäst säljande musikgruppen baserat både på uppgivet sålda skivor och bekräftade enheter, medan Michael Jackson anses vara den bäst säljande soloartisten baserat både på uppgivet sålda skivor och bekräftade enheter.
Av de artister finns med i den här listan, har åtminstone 20% av sin försäljning stödd av bekräftade antal sålda enheter. Det är därför Cliff Richard, Diana Ross, Modern Talking, Charles Aznavour, Bing Crosby, Nana Mouskouri, Deep Purple, Iron Maiden, Tom Jones, The Jackson 5, Dionne Warwick, The Andrews Sisters, Luciano Pavarotti, Dolly Parton, Ozzy Osbourne, Enrique Iglesias och andra inte har inkluderats i den här listan. Ju närmare nutiden desto större procenttal bekräftade sålda enheter krävs, vilket gör att artister såsom Rihanna, Taylor Swift, Katy Perry, Lady Gaga Freddie Mercury och Bruno Mars behöver ha sina uppgivna försäljning stödd till åtminstone 75% av bekräftade sålda enheter. Antalet bekräftade sålda enheter baseras på de databaser som nationella musikindustriorganisationer publicerar på nätet. Lägg märke till att bekräftade sålda enheter har konverterats från Guld/Platina/Diamant-skivförsäljningscertifieringspriser baserade på kriterier som ställts upp av certifierande musikindustriorganisationer. Kraven är avsedda att undvika att skivbolag använder uppblåsta försäljningssiffror i marknadsföringssyfte, vilket annars ofta sker.
De uppgivna antalen sålda skivor utgår ifrån mycket tillförlitliga källor på nätet. För tydlighets skull: källorna som används anger "skivor" ('records') (singlar, album, videor) och inte "album". Om alla tillgängliga källor för en artists/grupps försäljning använder termen "album", används de källorna enbart om de bekräftade antalet sålda album når upp till den nivå som krävs. Lägg också märke till att denna lista använder de uppgivna försäljningssiffror som ligger närmast artisternas tillgängliga bekräftade sålda enheter. Uppblåsta uppgivna siffror som uppnår kraven på andelen bekräftade sålda enheter, men som är orealistiskt höga, används inte.

## Artister efter uppgiven försäljning

### 250 miljoner eller fler skivor

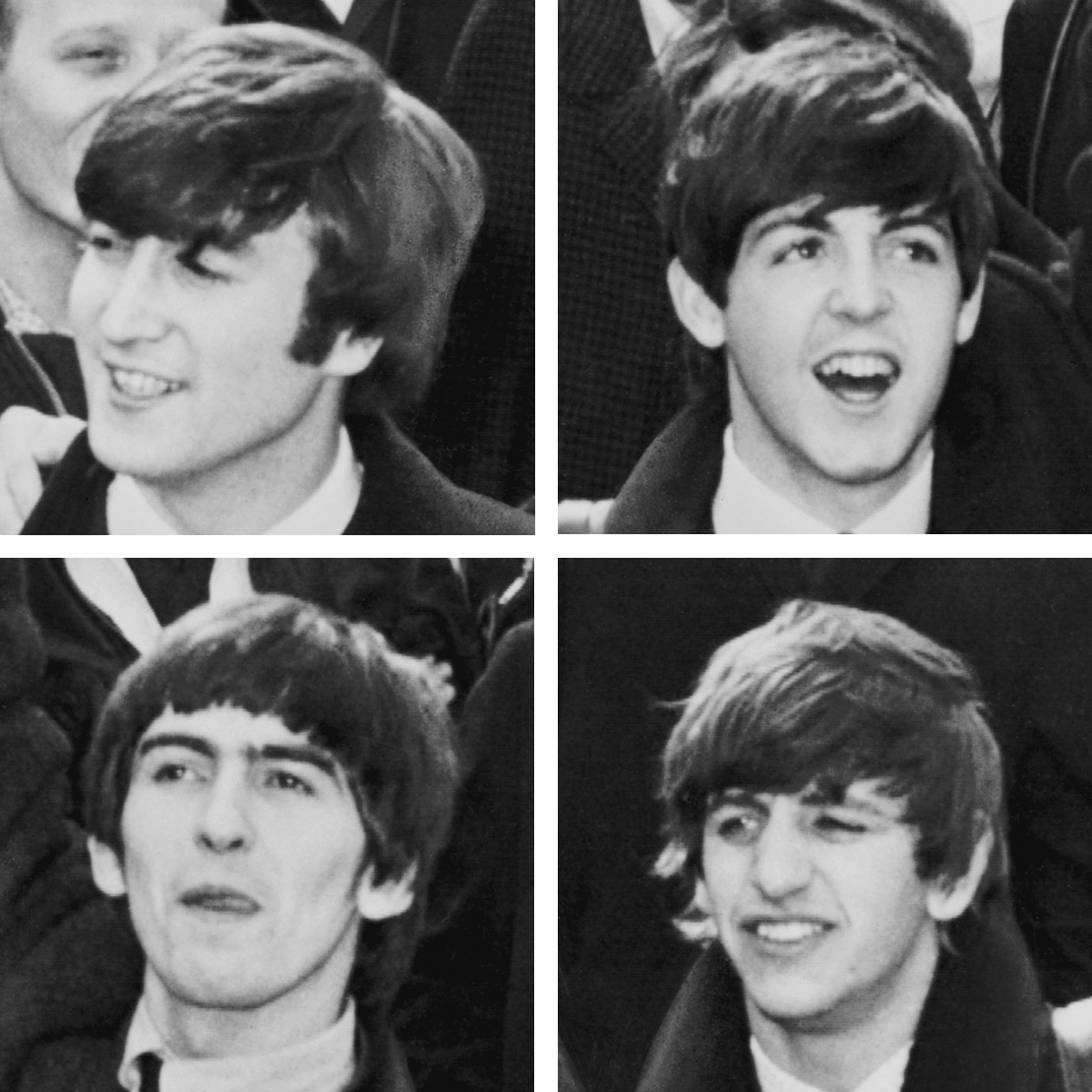
The Beatles
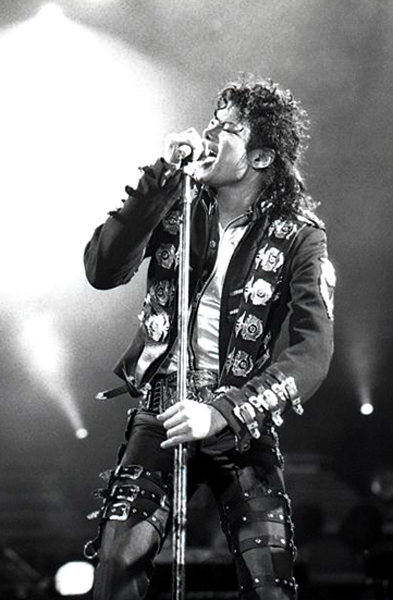
Michael Jackson
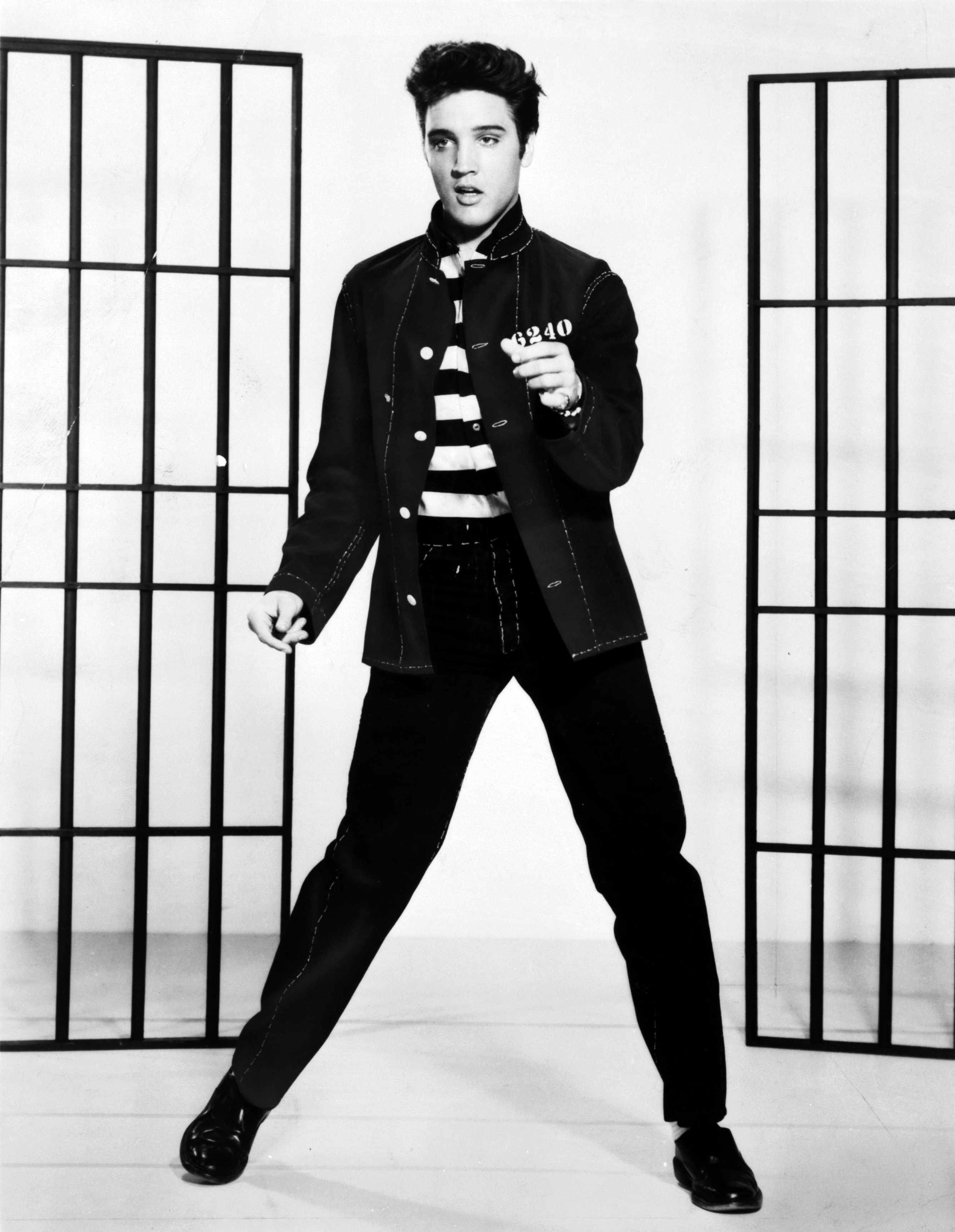
Elvis Presley
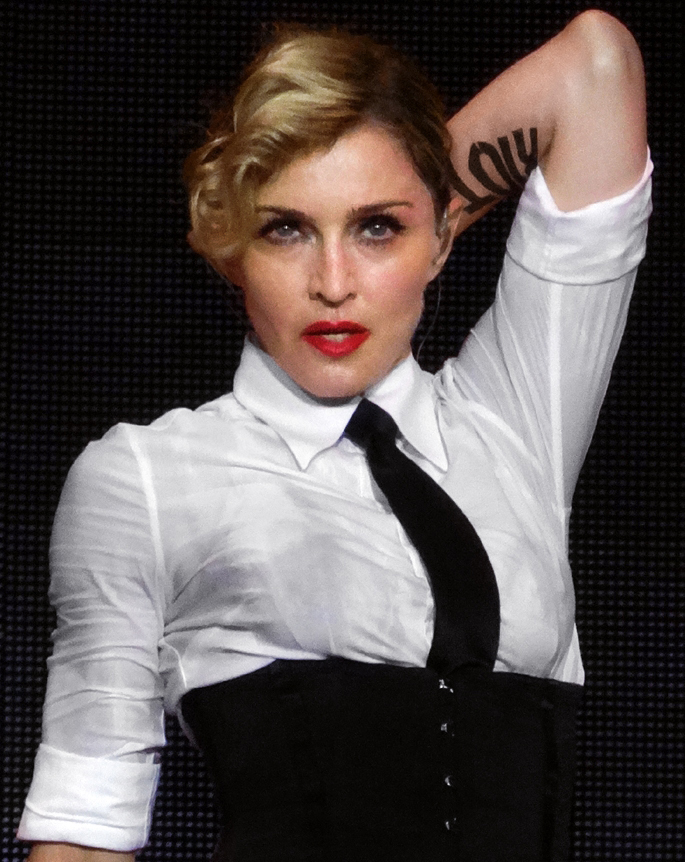
Madonna
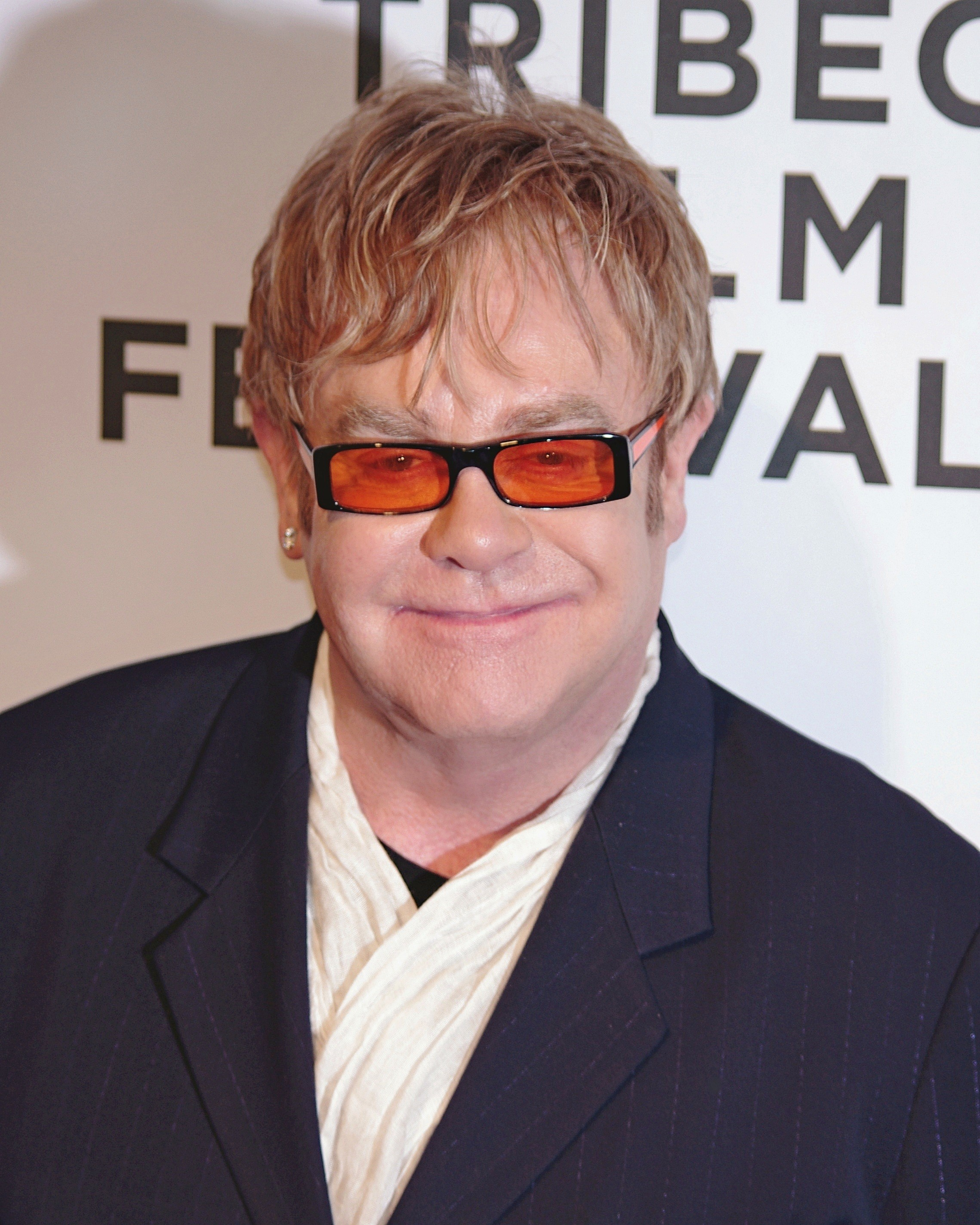
Elton John
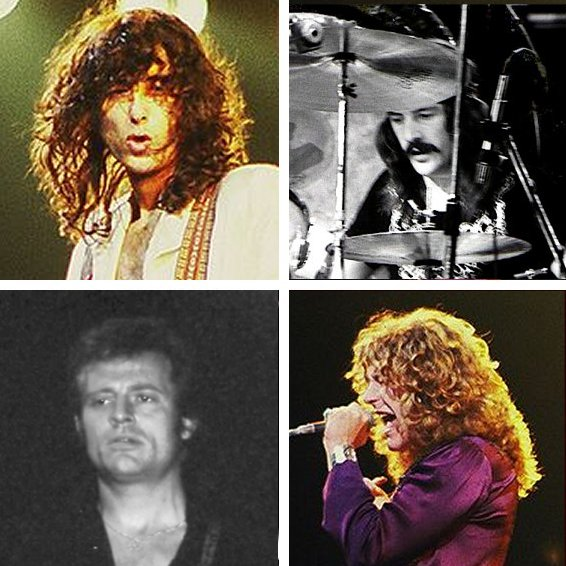
Led Zeppelin
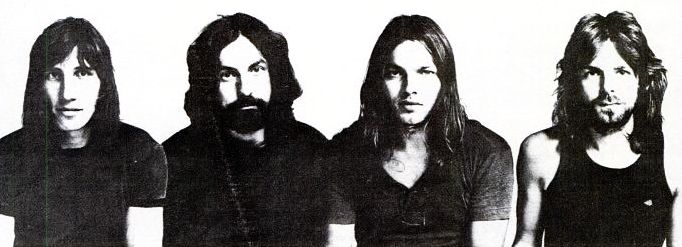
Pink Floyd

- För att se till att tillförlitligheten är så hög som möjligt, använder denna lista försäljningssiffror från nyhetsorganisationer och högt ansedda organisationer inom musikindustrin, såsom MTV, VH1, Billboard och Rolling Stone.
- Antalet bekräftade sålda enheter i tabellen bygger på album, singlar (inklusive digital nerladdning) och videor.

| Artist          | Ursprungsland  | Aktiv år        | År då första skivan gavs ut | Genre                                  | Bekräftat antal sålda enheter | Uppgiven skivförsäljning  |
| --------------- | -------------- | --------------- | --------------------------- | -------------------------------------- | ----------------------------- | ------------------------- |
| The Beatles     | Storbritannien | 1960–1970       | 1962                        | Rock / Pop                             | 285,8 miljoner                | 500 miljoner              |
| Michael Jackson | USA            | 1964–2009       | 1971                        | Pop / Rock / Dance / Soul / R&B        | 244 miljoner                  | 400 miljoner 350 miljoner |
| Elvis Presley   | USA            | 1954–1977       | 1954                        | Rock and roll / Pop / Country          | 229,1 miljoner                | 360 miljoner 300 miljoner |
| Madonna         | USA            | 1979–nu         | 1982                        | Pop / Rock / Dance / Elektronisk musik | 180,1 miljoner                | 300 miljoner 275 miljoner |
| Elton John      | Storbritannien | 1964–nu         | 1969                        | Pop / Rock                             | 161,8 miljoner                | 300 miljoner 250 miljoner |
| Led Zeppelin    | Storbritannien | 1968–1980       | 1969                        | Hard rock / Heavy metal                | 138,8 miljoner                | 300 miljoner 200 miljoner |
| Pink Floyd      | Storbritannien | 1965–1996, 2014 | 1967                        | Progressiv rock / Psykedelisk rock     | 116,4 miljoner                | 250 miljoner 200 miljoner |

### 200 miljoner till 249 miljoner skivor

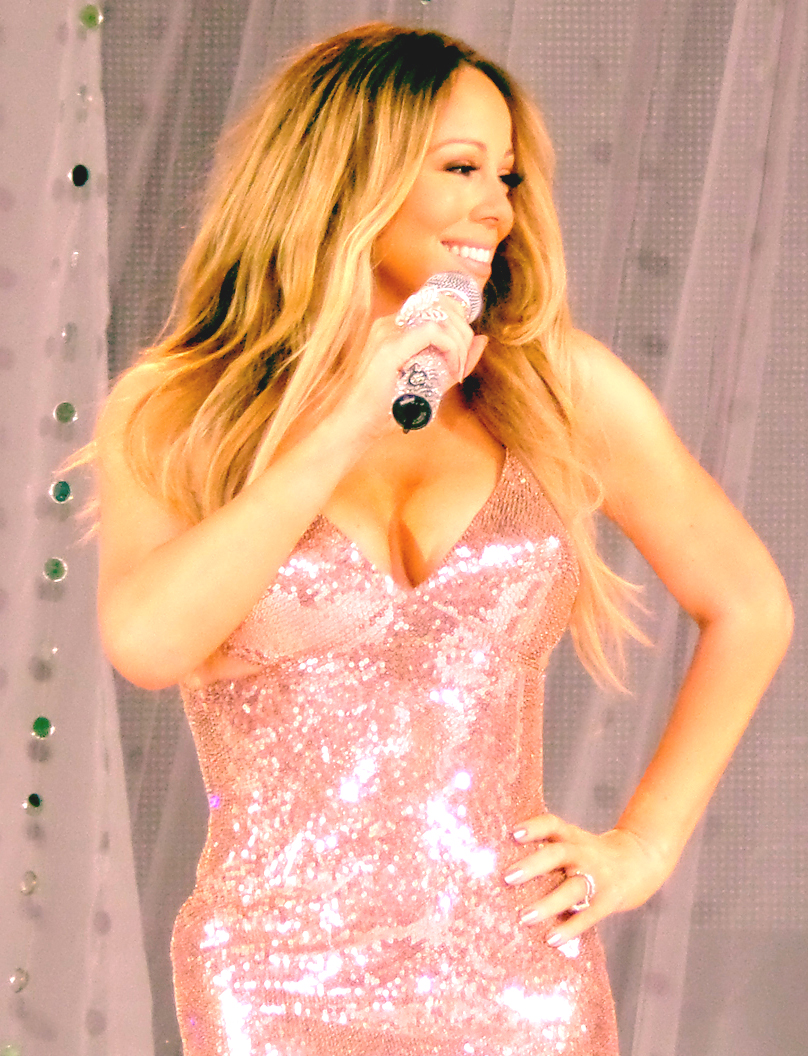
Mariah Carey
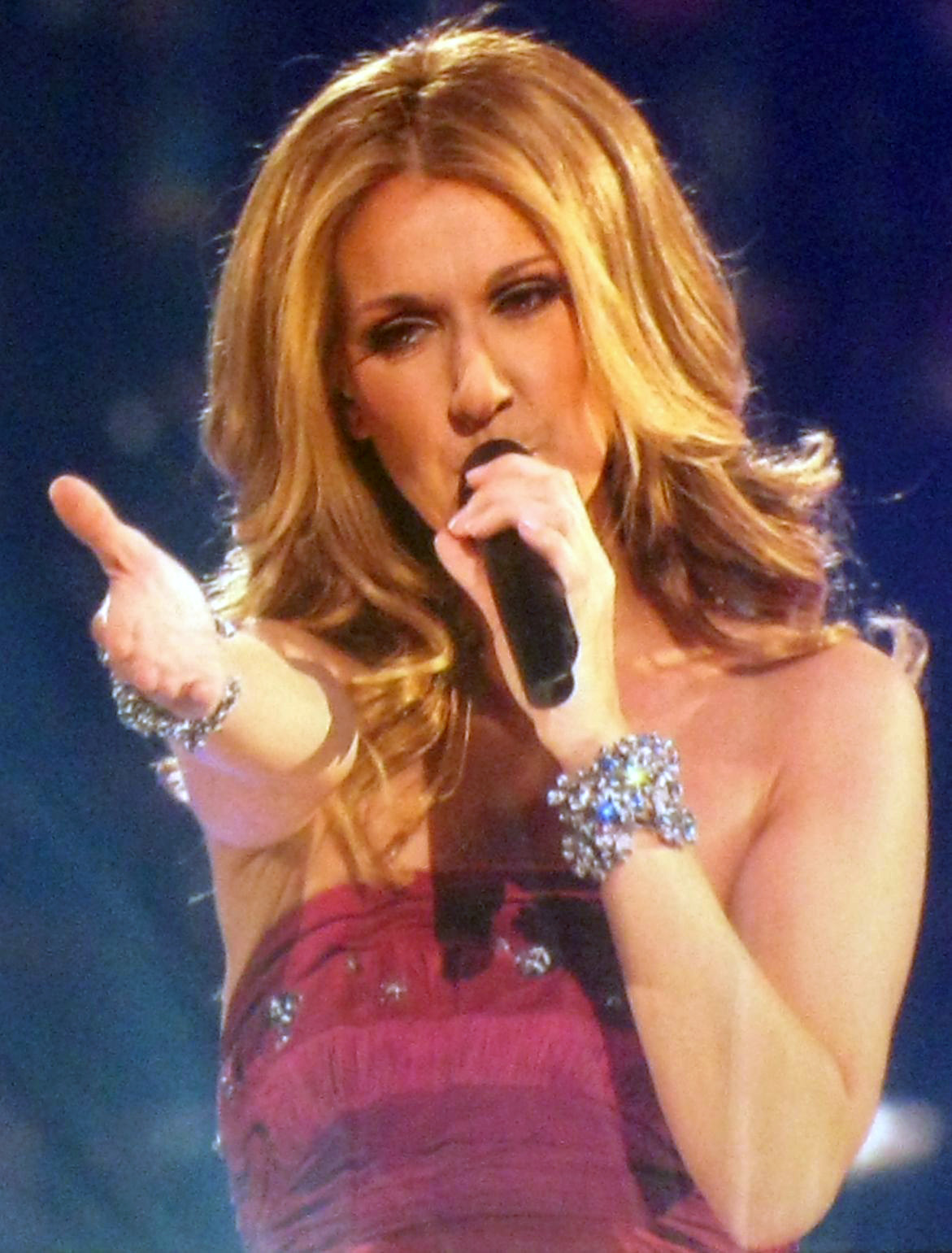
Céline Dion
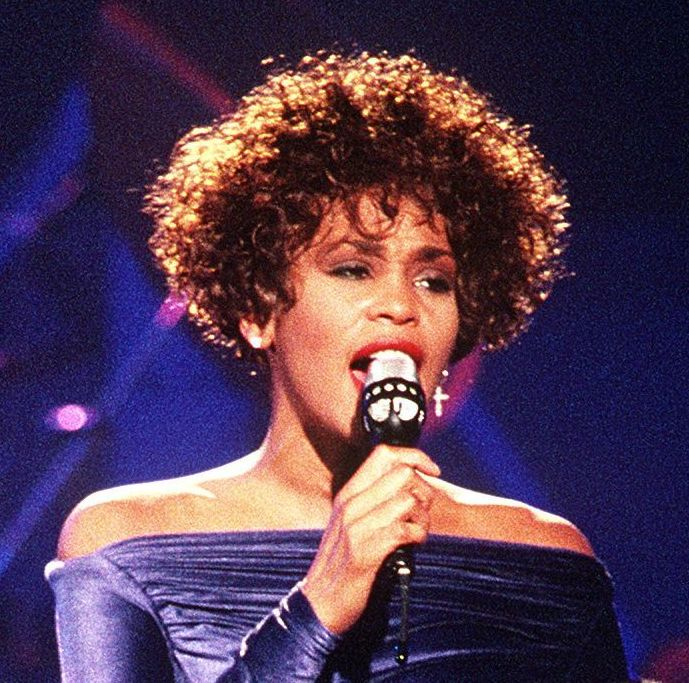
Whitney Houston
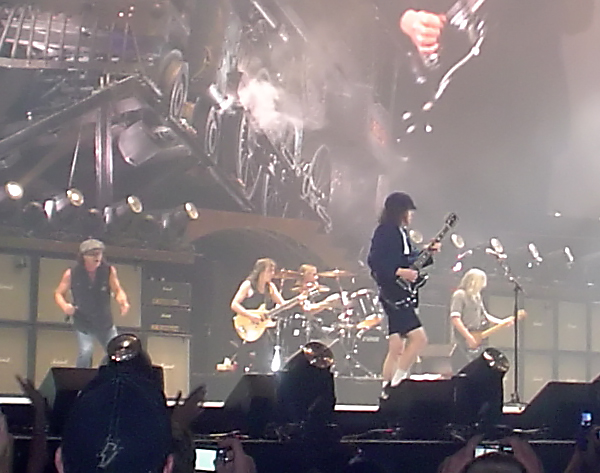
AC/DC
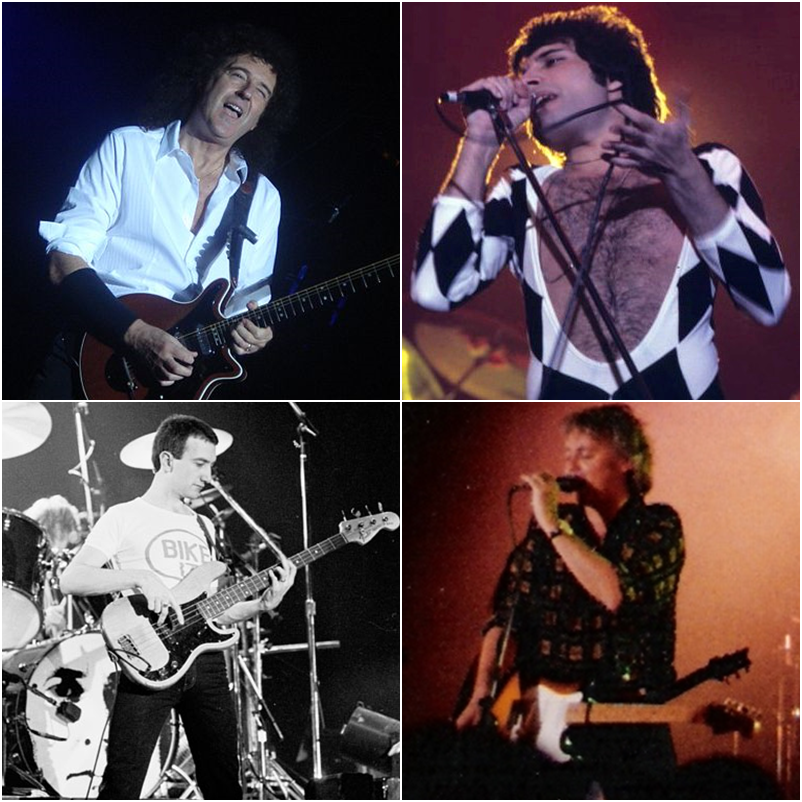
Queen
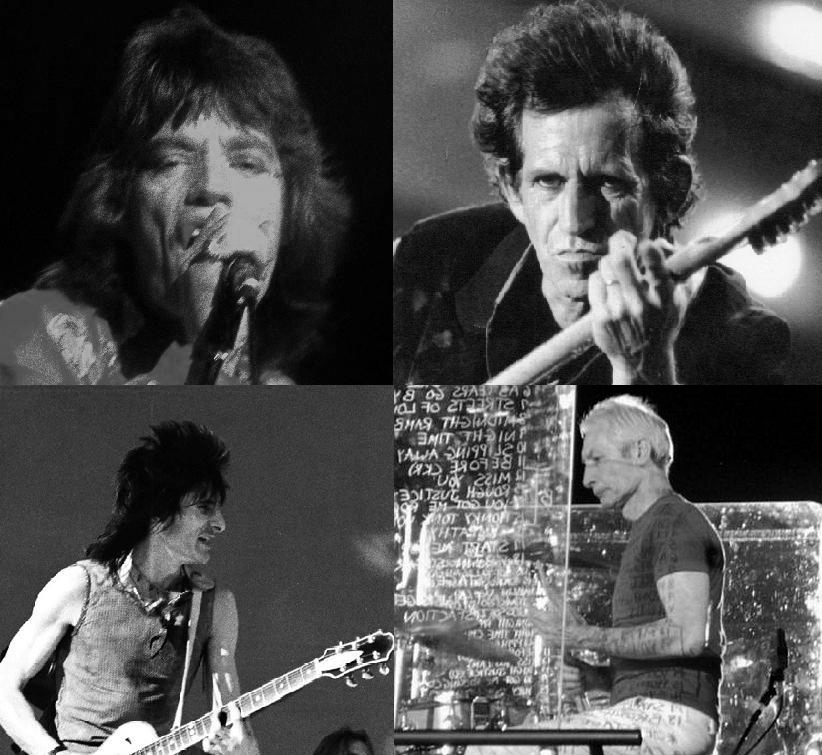
The Rolling Stones
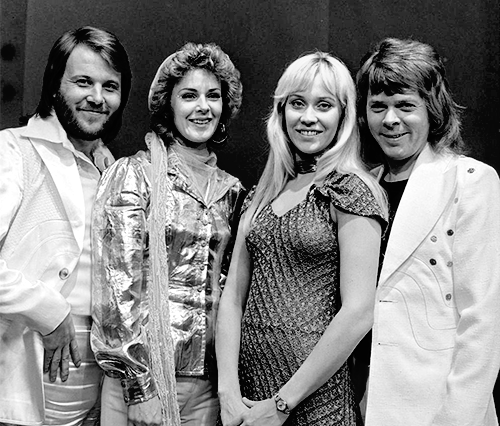
Abba

| Artist             | Ursprungsland  | Aktiv år  | År då första skivan gavs ut | Genre                                | Bekräftat antal sålda enheter | Uppgiven skivförsäljning   |
| ------------------ | -------------- | --------- | --------------------------- | ------------------------------------ | ----------------------------- | -------------------------- |
| Mariah Carey       | USA            | 1988–nu   | 1990                        | R&B / Pop / Soul / Hiphop            | 129,1 miljoner                | 200 miljoner 175 miljoner  |
| Céline Dion        | Kanada         | 1981–nu   | 1981                        | Pop                                  | 122,0 miljoner                | 200 miljoner 175 miljoner  |
| Whitney Houston    | USA            | 1977–2012 | 1984                        | R&B / Soul / Pop                     | 111,3 miljoner                | 200 miljoner 170 miljoner  |
| AC/DC              | Australien     | 1973–nu   | 1975                        | Hårdrock / Bluesrock / Rock and roll | 111,6 miljoner                | 200+ miljoner 150 miljoner |
| Queen              | Storbritannien | 1971–nu   | 1973                        | Rock                                 | 103,9 miljoner                | 200 miljoner 150 miljoner  |
| The Rolling Stones | Storbritannien | 1962–nu   | 1963                        | Rock / Bluesrock / Pop               | 94,8 miljoner                 | 200 miljoner               |
| Abba               | Sverige        | 1972–1982 | 1972                        | Pop / Disco                          | 57,8 miljoner                 | 385 miljoner 100 miljoner  |

### 120 miljoner till 199 miljoner skivor

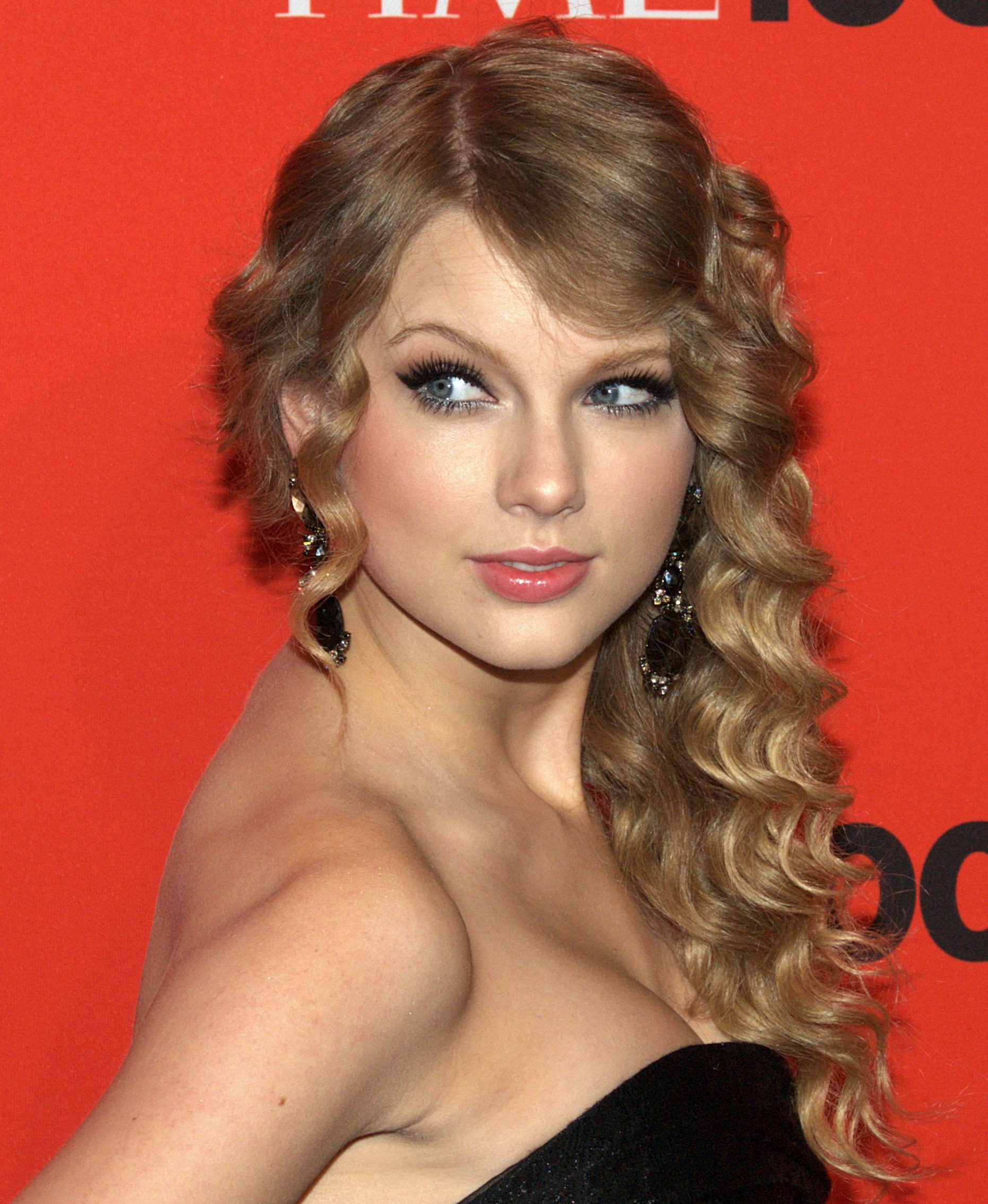
Taylor Swift
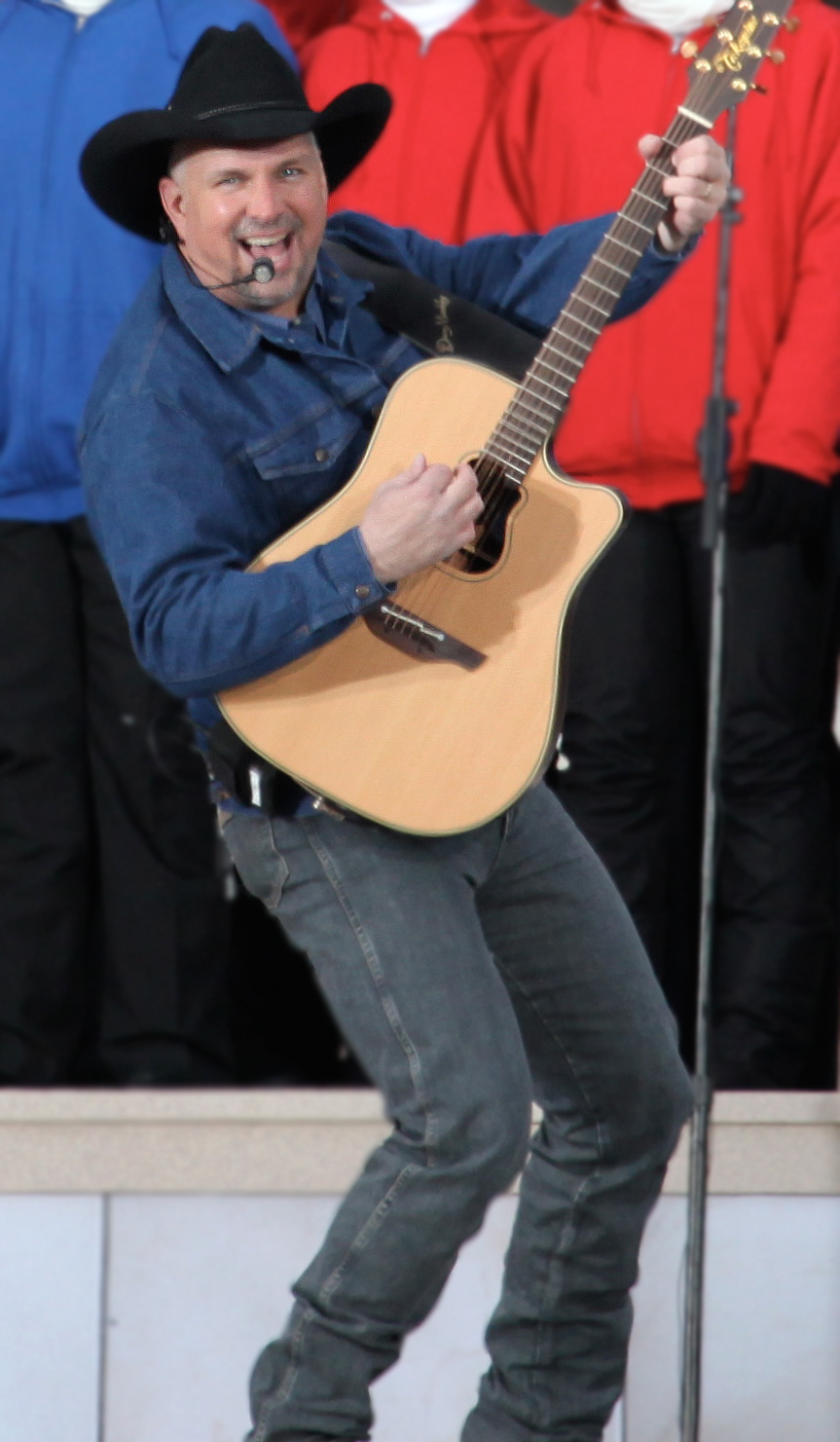
Garth Brooks
Eagles
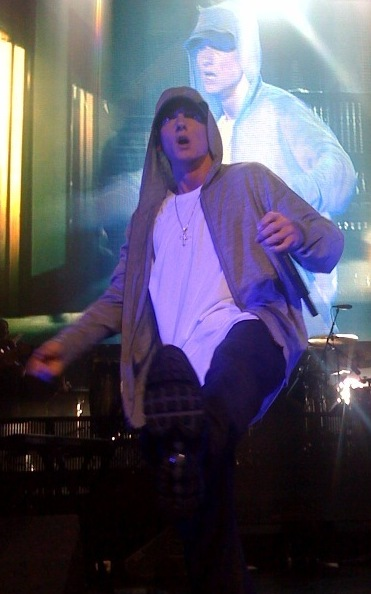
Eminem
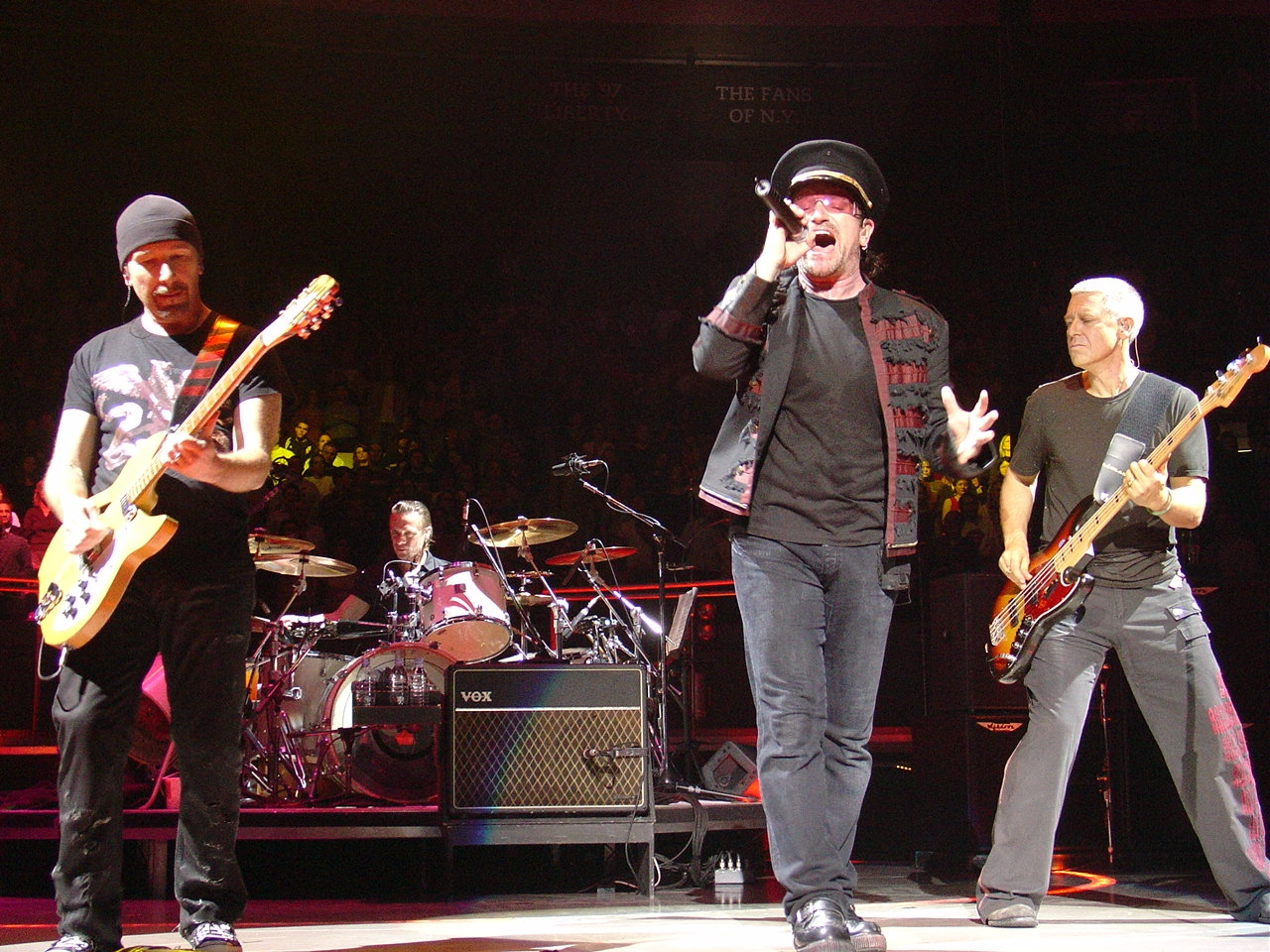
U2
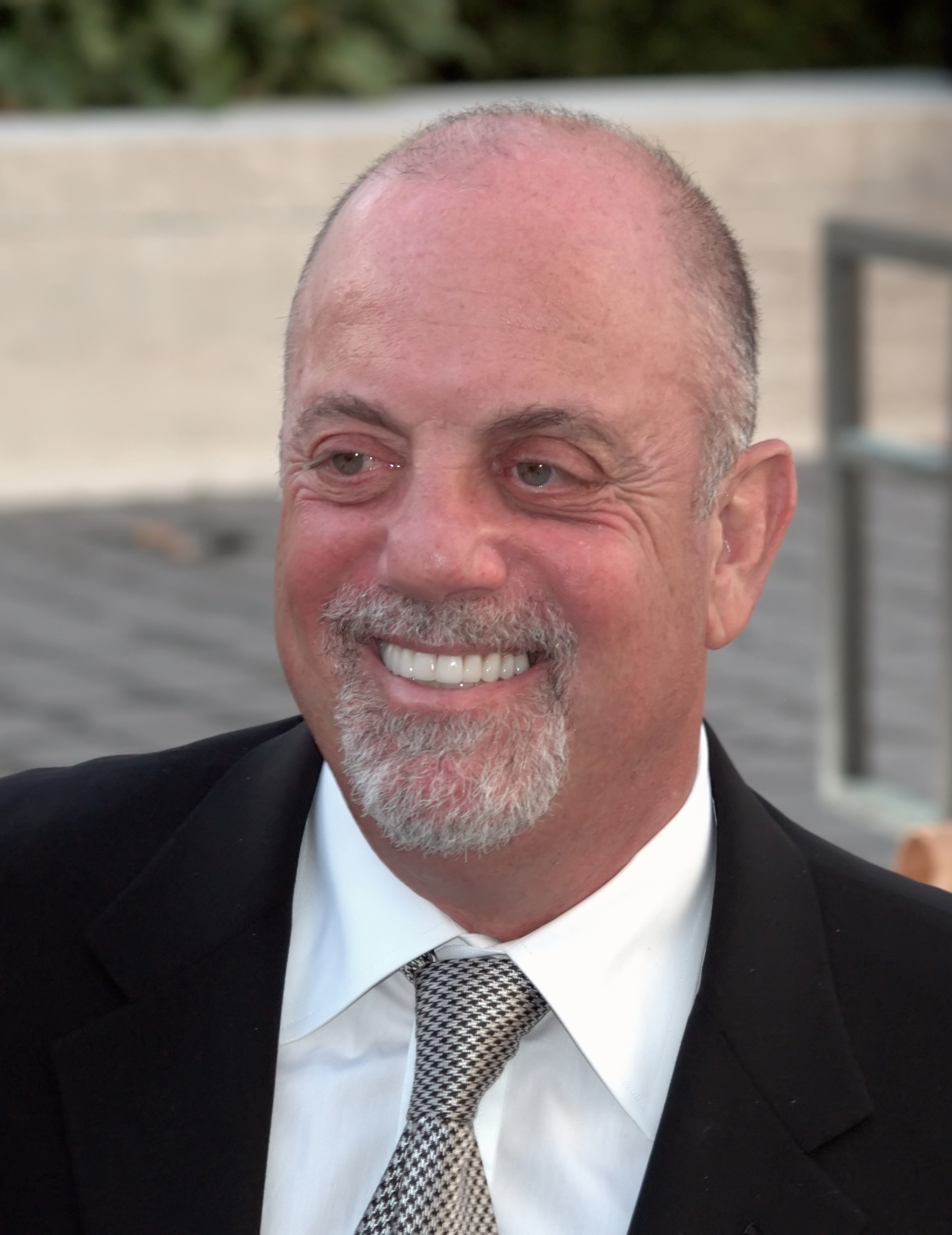
Billy Joel
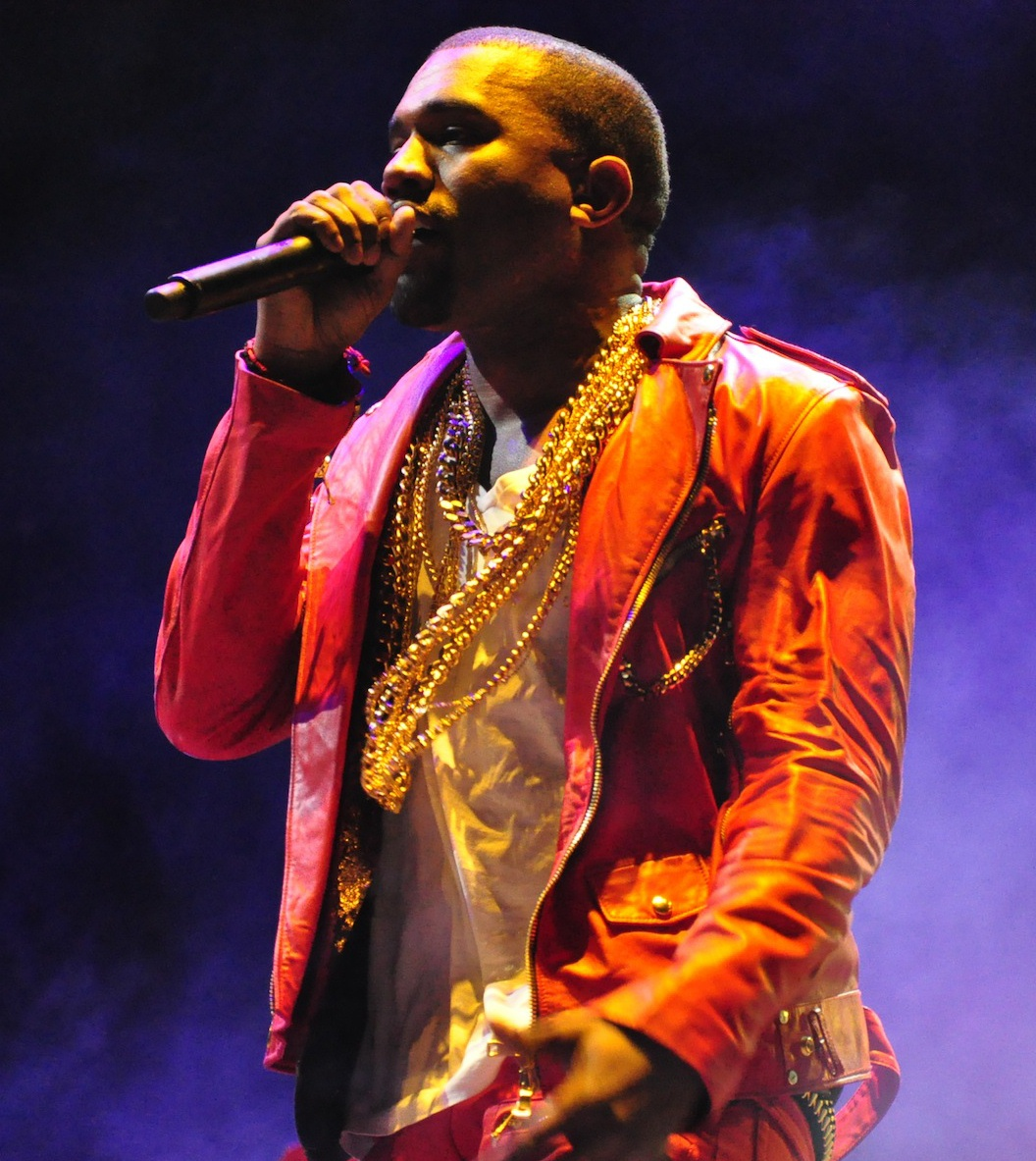
Kanye West

| Artist            | Ursprungsland  | Aktiv år            | År då första skivan gavs ut | Genre                                        | Bekräftat antal sålda enheter | Uppgiven skivförsäljning |
| ----------------- | -------------- | ------------------- | --------------------------- | -------------------------------------------- | ----------------------------- | ------------------------ |
| Taylor Swift      | USA            | 2006–nu             | 2006                        | Country / Countrypop / Pop / Pop-rock        | 144,9 miljoner                | 170 miljoner             |
| Eminem            | USA            | 1996–nu             | 1999                        | Hiphop                                       | 120,9 miljoner                | 155 miljoner             |
| Garth Brooks      | USA            | 1989–nu             | 1989                        | Country                                      | 143,8 miljoner                | 150 miljoner             |
| Eagles            | USA            | 1971–nu             | 1972                        | Rock                                         | 128,7 miljoner                | 150 miljoner             |
| U2                | Irland         | 1976–nu             | 1980                        | Rock                                         | 105,7 miljoner                | 150 miljoner             |
| Billy Joel        | USA            | 1964–nu             | 1971                        | Pop / Rock                                   | 100,7 miljoner                | 150 miljoner             |
| Phil Collins      | Storbritannien | 1980–2011, 2015–nu  | 1981                        | Rock / Progressive rock / Adult contemporary | 87,2 miljoner                 | 150 miljoner             |
| Aerosmith         | USA            | 1970–nu             | 1973                        | Hard rock                                    | 84,1 miljoner                 | 150 miljoner             |
| Frank Sinatra     | USA            | 1935–1995           | 1939                        | Pop / Swing                                  | 37,1 miljoner                 | 150 miljoner             |
| Barbra Streisand  | USA            | 1960–nu             | 1963                        | Pop / Adult contemporary                     | 97,1 miljoner                 | 145 miljoner             |
| Kanye West        | USA            | 1996–nu             | 2004                        | Hiphop / Electronic / Pop rock               | 100,3 miljoner                | 121 miljoner             |
| Bruce Springsteen | USA            | 1972–nu             | 1973                        | Rock                                         | 99 miljoner                   | 120 miljoner             |
| Bee Gees          | Storbritannien | 1963–2003 2009–2012 | 1963                        | Pop / Disco                                  | 67,3 miljoner                 | 120 miljoner             |